# Tálanta
Tálanta (Talanta) är en ort i Grekland.   Den ligger i prefekturen Lakonien och regionen Peloponnesos, i den södra delen av landet, 160 km söder om huvudstaden Aten. Tálanta ligger 97 meter över havet och antalet invånare är 137.
Terrängen runt Tálanta är lite kuperad. Runt Tálanta är det ganska glesbefolkat, med 23 invånare per kvadratkilometer. Närmaste större samhälle är Monemvasía, 11,2 km öster om Tálanta. 